# Saggio del plusvalore
Il saggio del plusvalore è il rapporto tra il plusvalore ottenuto dallo sfruttamento di ore lavorative non retribuite e il capitale variabile, ovvero il costo effettivo dei salari degli operai, basato sul lavoro necessario.
Il plusvalore dato dalle ore di lavoro non retribuite  è da attribuire al fatto che il salario è fisso (quindi è fisso anche il costo giornaliero dell'operaio) mentre il valore che viene prodotto è variabile (in base al lavoro effettuato) ed è generalmente superiore al costo giornaliero dell'operaio. Nell'interpretazione di Marx, è  un illecito.
In simboli, indicando con s il saggio del plusvalore, Pv il plusvalore e v il capitale variabile si ha:
{\displaystyle \ s=Pv/v}
Marx lo indica anche come saggio di sfruttamento, in quanto offre la misura in percentuale dello sfruttamento della forza lavoro.